# Vạn Thủy
Vạn Thủy là một xã thuộc huyện Bắc Sơn, tỉnh Lạng Sơn, Việt Nam.
Xã Vạn Thủy có diện tích 39,9 km², dân số năm 1999 là 1.416 người, mật độ dân số đạt 35 người/km².
Theo thống kê năm 2019, xã Vạn Thủy có diện tích 39,9 km², dân số là 1.658 người, mật độ dân số đạt 42 người/km².